# Komsomol'skaja-Kol'cevaja
Komsomol'skaja (in russo Комсомо́льская?) è una stazione della linea circolare Kol'cevaja della Metropolitana di Mosca; è probabilmente la stazione più opulenta di un sistema noto per le sue stazioni sfarzose. La caratteristica principale della stazione è il grandioso soffitto in stile barocco, dipinto in giallo chiaro e che ospita mosaici e motivi floreali. Il soffitto è sostenuto da 68 colonne di marmo bianco ottagonali con capitelli ionici. Komsomol'skaja fu disegnata da Alexej V. Ščusev, V. D. Kokorin, A. Ju. Zabolotnaja, V. S. Varvarin, e O.A. Velikoreckij e fu inaugurata il 30 gennaio 1952.
Il tema artistico della stazione è la battaglia della Russia per l'indipendenza e le battaglie storiche contro gli invasori. Questo tema è sottolineato da otto grandi mosaici di P.D. Korin, lungo il centro del soffitto. Cinque di essi ritraggono i grandi generali russi: Aleksandr Nevskij, Dmitrij Donskoj, Kuz'ma Minin e Dmitrij Požarskij, Aleksandr Suvorov, e Michail Kutuzov. I tre rimanenti ritraggono, rispettivamente, soldati sovietici al Reichstag di Berlino, Lenin che tiene un discorso sulla Piazza Rossa e una donna che regge falce e martello davanti al mausoleo di Lenin. Di questi, gli ultimi due non sono originali, in quanto sono stati aggiunti dopo gli altri. Altri mosaici ritraggono le armi, e l'Ordine della Vittoria. Alla fine della banchina vi è un busto di Lenin e un arco decorato con motivi floreali e l'emblema dell'Unione Sovietica.
L'ingresso della stazione è costruito su una grande scala, con un'immensa cupola ottagonale e un imponente portico con colonne corinzie stilizzate. L'edificio è situato sul lato nord di Piazza Komsomol'skaja, tra la stazione ferroviaria Leningradskij e la Jaroslavskij.

## Interscambi
Da questa stazione, i passeggeri possono effettuare il trasbordo alla stazione Komsomol'skaja della Linea Sokol'ničeskaja.